# Specialförband

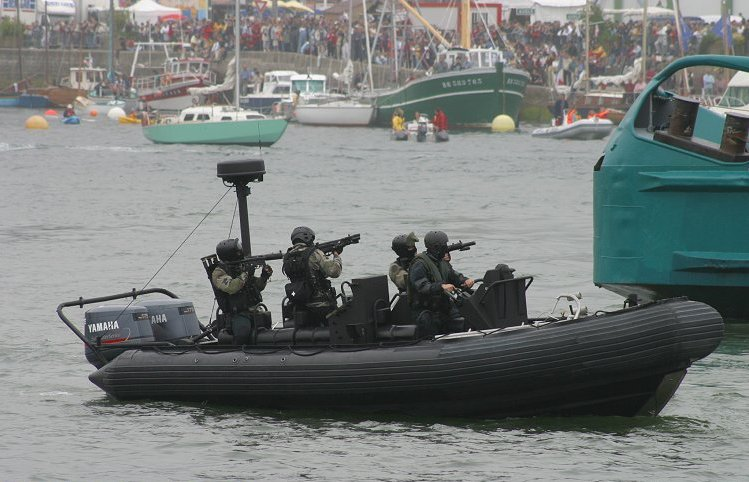
Soldater ur det franska Commando marine

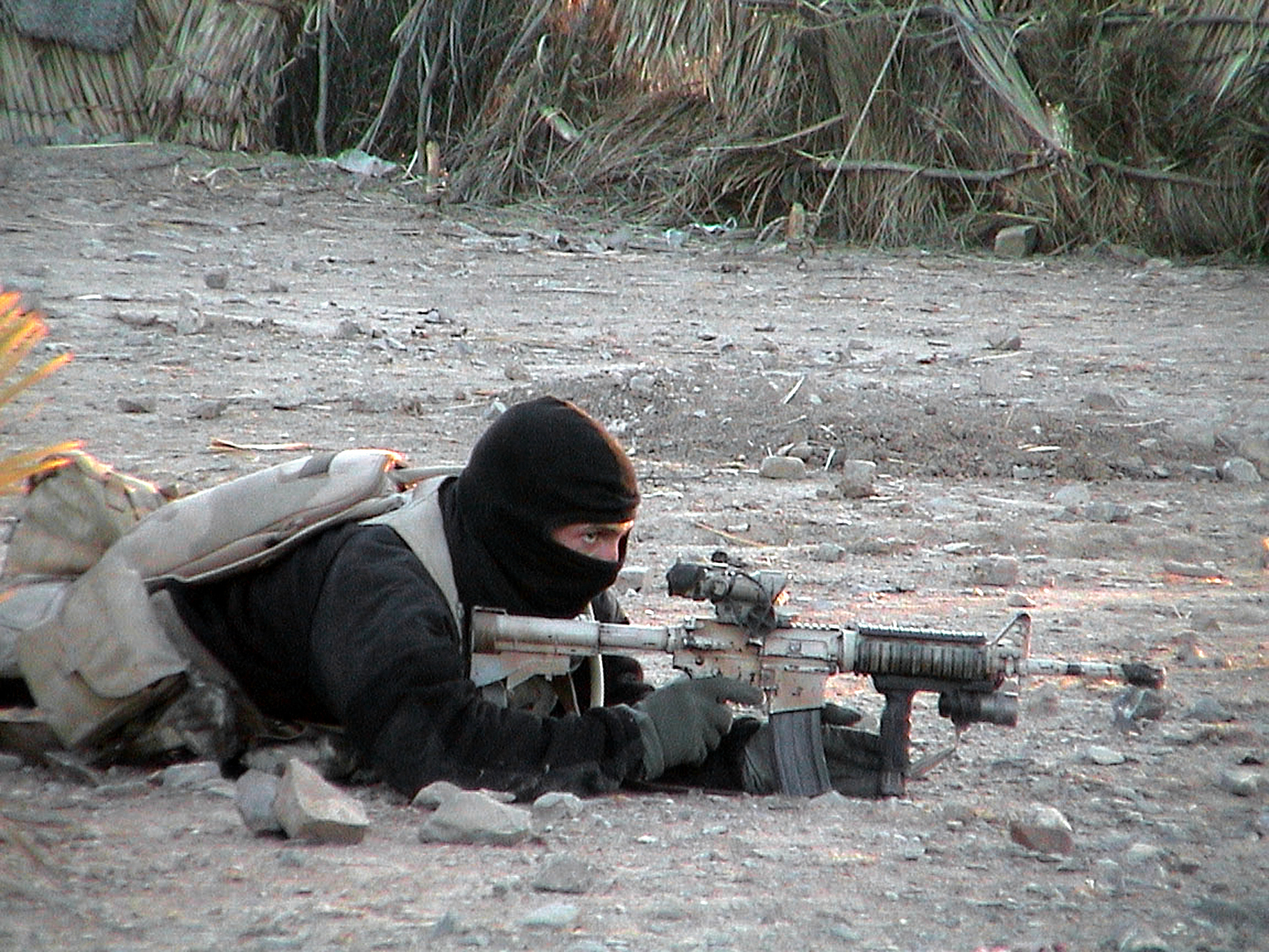
Amerikansk Navy SEAL i Afghanistan.

Specialförband är militära förband med särskilda förmågor och/eller utrustning. Ofta består dessa små enheter av särskilt tränad och utvald personal som utför andra uppgifter än vad reguljära förband förmår. Dessa uppgifter är ofta särskilt krävande.

## Historik
De moderna specialförbanden skapades i Sovjetunionen före andra världskriget, varvid ett koncept för gerilla- och partisankrigföring togs fram bland annat inom NKVD. Andra världskriget blev en vändpunkt för specialförbanden. Det blev det första krig där organiserat motstånd understöddes utifrån i större skala, genom skapandet av Special Operations Executive (SOE) och Office of Strategic Services (OSS) som bland annat svarade för sabotage-, spion- och understödsverksamhet bakom fiendens linjer. Inom SOE och OSS fanns också stridande specialförbandsenheter, till exempel Kompani Linge och OSS Maritime Unit. Idag finns OSS gerillakrigföringsprinciper inom US Army Special Forces, även kallad för "Gröna Baskrarna". Ur kommandoförbanden utvecklades också specialförband som till exempel Special Air Service (SAS) och amerikanska flottans Underwater Demolition Team (UDT), som är föregångaren till US Navy SEAL Team. Efter andra världskriget lades de flesta specialförbanden ned, men eftersom revolutionära gerillakrig ökade i omfattning blev behovet av specialförband återigen större – för att ha välutbilade specialenheter som kunde bekämpa gerillaförband och på senare tid även terrorism. Betydelsen av att ha tillgång till kvalificerade specialförband inom ramen för "det stora kriget" belystes återigen under Kuwaitkriget (1990–1991), där reguljära förband inte räcker till för att lösa vissa uppgifter.

## Uppgifter
Specialförband har ibland en till synes "all-round-karaktär" som behärskar både specialoperationer, okonventionell krigföring och säkerhetsoperationer. Men förbandet eller patrullerna är i regel specialiserade för vissa typer av stridsuppgifter samt för ett bestämt geografiskt område till exempel dykning med underrättelseinriktning – för att kunna verka i amfibisk miljö.

### Specialoperationer
Specialoperationer omfattar särskilda underrättelseföretag (t.ex. strategisk fjärrspaning), särskilda stridsinsatser (till exempel överfall mot ledningsorgan) och särskilda räddningsinsatser (till exempel fritagning av fångar). Vissa typer av specialoperationer kan också utföras enskilt av reguljära elitförband till exempel jägarförband eller en kombinerad operation som både består av specialförband och jägarförband. Samtliga militära specialförband kan utföra specialoperationer, men det är vanligt att förbandet eller patrullen antingen specialiserar sig på underrättelseinhämtning eller stridsinsatser. Exempel på specialförband som utför specialoperationer är Special Air Service (SAS), Special Boat Service (SBS), Special Reconnaissance Regiment (SRR), US Delta Force och US Navy SEAL.

### Okonventionell krigföring
Okonventionell krigföring är en form av dold krigföring som bygger på upprors- och gerillarörelser. Gerillaförbanden utbildas, utrustas, samordnas och leds av specialförband. Detta är en krigföring som antingen understödjer eller ersätter konventionella militära insatser. US Army Special Forces är ett specialförband som bland annat är inriktad mot okonventionell krigföring.

### Säkerhetsoperationer
Säkerhetsoperationer kan t.ex. omfatta antigerillakrigföring (till exempel Hearts and Minds-operationer), antiterroristinsatser och antisabotageinsatser. Detta är en stridsuppgift som antingen genomförs självständigt av specialförband eller tillsammans med polisiära enheter eller andra statliga myndigheter. Uppgifterna genomförs både på eget eller främmande territorium. Brittiska Special Air Service (SAS) och US Delta Force är specialförband som bland annat är inriktade mot säkerhetsoperationer.

## Rekrytering och utbildning
Rekrytering av soldater till specialförbanden sker ofta från andra elitförband. Aktuella ålderslägen varierar beroende på uppgiftsinriktningen. Åldersintervallet 20-25 år är vanligt förekommande för specialförband med inriktning mot strid. För underrättelse- eller utbildningsinriktade specialförband är 25-35 år en intressantare kategori, eftersom livserfarenhet och personlig mognad är viktigare än fysisk styrka och snabbhet.
Utbildning av specialförband genomförs i regel i två steg, grundutbildning och specialistutbildning. Grundutbildningen genomförs inledningsvis i till exempel vapen, taktik, samband, sjukvård, överlevnad, förflyttnings- och innästlingsmetoder. Längden beror på tidigare militära kunskaper, till exempel jägarutbildning. Förutom grundutbildningen ges också en specialistutbildning inom en eller två specialområden, till exempel sjukvård, samband, fältarbete, språk, prickskytte m.m. Längden på specialistutbildningen beror på vilket område som soldaten utbildas inom samt tidigare erfarenheter. Målet är att personalen tjänstgör i flera år för att uppnå en flexibilitet och en specialisering på patrullen/gruppen.
Även om specialförbanden, i likhet med andra elitförband, har vältränade, högt motiverade medlemmar med tillgång till den bästa utrustningen, är dess främsta styrka förmågan att lösa sina uppgifter med okonventionella metoder och med stor flexibilitet.

## Specialförband i Sverige
Försvarsmaktens specialförband (FM SF) utgörs av Specialförbandsledningen (SFL) och Särskilda operationsgruppen (SOG). Dessutom finns ett antal stödjande enheter som kallas för Specialoperationsförband (FM SOF). Alla dessa enheter ingår i Försvarsmaktens specialförbandssystem, men kärnförbandet är SOG.

## Jämför även
- Elitförband
- Jägarförband
- Hybridkrigföring